# U.S. Bombs
U.S. Bombs é uma banda americana de Punk Rock, formada em 1993 em Orange County, CA. Os integrantes são o vocalista Duane Peters, os guitarristas Kerry Martinez e Johnny "Two Bags" Wickersham, o baixista Wade Walston e o baterista Chip Hanna. Duane Peters é um skatista profissional desde o final dos anos 70 e início dos anos 80 com a explosão de skate no sul da Califórnia. Conhecido como "The Master of Disaster" é a primeira pessoa a fazer um loop completo em um skate, bem como o inventor de muitos truques é um inovador no reino de skate piscina. Duane, bem como todos os outros membros do U.S. Bombs têm desempenhado em muitas bandas punk anteriores OC ao longo dos anos, os notáveis sendo, Political Crap, Shattered Faith, The Dischords, and The Exploding Fuck Dolls.

## História

### 1993-1995
Duane Peters deixou o The Exploding Fuck Dolls e juntou-se com o antigo amigo Kerry Martinez para começar uma nova banda chamada U.S. Bombs. O primeiro lançamento da banda foi um duplo 7 "chamado" Scouts of America ", lançado em 1994, sobre Dog Records Vinil com Duane Peters nos vocais, Kerry Martinez na guitarra, Steve Reynolds no baixo e Benny Rapp III na bateria. Em seguida, eles lançaram seu primeiro completo comprimento "Put Strength in the Final Blow", o re-lançamento de seu primeiro álbum contém as 4 músicas de "Scouts of America".

### 1995-1997
Depois de algumas mudanças de formação diferentes em seus primeiros anos eles se estabeleceram em Peters, Martinez, Reynolds, Briggs Chuck (The Dischords) na guitarra e Alex Gomez na bateria. Em 1996 eles lançaram seu segundo álbum, "Garibaldi Guard" no Alive Records. No ano seguinte eles lançaram um EP chamado "Nevermind the Opened Minds...Here's the U.S. Bombs", que originalmente tinha 6 músicas, mas todos os re-lançamentos desse álbum foram incluídas 4 faixas do CD auto-intitulado promo, eles gravaram antes de seu segundo álbum. Os Bombas continuaram a turnê para divulgar a sua música e a quantidade de fãs leais da banda começou a crescer, onde quer que eles tocassem. Os shows ao vivo do U.S. Bombs foram ganhando reconhecimento com as palhaçadas de Duane e seus companheiros de banda no palco.

### 1997-2000
Devido a compromissos em turnê a seção rítmica da banda foi substituído por Wade Walston no baixo e na bateria Chip Hanna. Este ano, Os Bombs lançaram um disco de imagem "em registros de fora, o lado B com uma nova versão de The Way It Ends uma canção que foi lançada em seu primeiro álbum, o lado A com Jaks, uma canção que se tornaria o som de maior sucesso da banda e a música mais tocada ao vivo. Em seguida, eles mudaram de gravadora, a banda fechou com gravadora Hellcat Records de Tim Armstrong do Rancid. O primeiro álbum lançado pela Hellcat foi "War Birth", que se tornaria a faixa mais tocada do álbum em todo o mundo. É há ainda rumores de que Joey Ramone estava com "War Birth" no seu prato quando ele morreu.
Infelizmente, devido a doença grave que, eventualmente, iria tirar a vida o guitarrista Chuck Briggs estava incapaz de participar da gravação do albúm "The World". Briggs foi substituído por Johnny "Two Bags" Wickersham, ex Youth Brigade e The Cadillac Tramps. "The World" foi lançado em 1999, e quando os Bombs voltavam de uma turnê européia, as tensões eram altas entre os companheiros de banda, devido a basicamente estarem vivendo na estrada juntos nos últimos 5 anos, Duane Peters saiu para formar Duane Duane Peters e os Hunns.
Durante a turnê do álbum U.S. Bombs a banda desenvolveu um relacionamento com a gravadora Beer City Records/Skateboards, com base em Milwaukee e lançou três discos 7 "com eles. Em 1997 eles lançaram" Outtakes de um porão da cidade Beer ", que teve duas músicas exclusivas que só podem ser encontradas nesta gravação, Hot Seat (The Empire cover) e Rejected (uma canção originalmente gravadno inicio dos anos 80 por Duane Duane's band Political Crap), que também teve uma nova gravação da Bubble Gum canção originalmente lançada em seu primeiro álbum. Em seguida foi uma divisão com as cerdas, os Bombs fizeram um cover da canção Radio Birdman Breaks My Heart. O lançamento de the third Beer City foi chamado de "The Great Lakes of Beer" em 2001 e teve duas músicas exclusivas, The Great Lakes of Beer e The Critic!, ambos escritos na estrada e gravado ao vivo / bêbado. Para suportar "The World", os U.S. Bombs também lançaram um 7 "na TKO records com base em San Francisco para Dreams Hobroken que tinham uma canção exclusiva do Capitão do lado B.

### 2000-2003
Duane deixou a banda para começar a sua nova banda, Duane Peters and the Hunns. Depois de alguns lançamentos e algumas turnês, em 2001 ele teve que voltar ao estúdio com os U.S. Bombs, pois ainda estavam sob contrato para lançar mais 2 álbuns com a Hellcat. A banda lançou o album "Back at the Laundromat". Em 2001, eles tocaram durante as Férias no concerto Sol em San Francisco, que seria gravado e lançado como um CD ao vivo, bem como um DVD. Chip deixou a banda e se juntou a San Francisco trio One Man Army. Com a ajuda da Hellcat Records e o turismo implacável, os U.S. Bombs estavam começando a marcar um lugar para si na história do punk rock. O single "Yer Country" do album Back at the Laundromat foi trilha sonora do jogo Tony Hawk Pro Skater 4.
Duane Peters e os Hunns:. Antes de Duane voltar para os Bombs, ele lançou um 7 ""Not Gonna Pay", o álbum de estréia dos Hunns" United ", e o segundo álbum "Tickets to Heaven". Depois disso, Duane acabou obrigações contratuais pelos Bombs com Hellcat Records, e voltou direto para o estúdio com os Hunns para lançar um álbum split com The Revolvers e um terço do comprimento "Wayward Bantums" em 2002.
Mais uma vez, era hora de voltar para o U.S. Bombs e lançar outro álbum pela Hellcat Records. Com Chip substituído por Jamie Reidling, e com o novo guitarrista Curt Stich, Peters, Martinez, e Walston voltaram para o estúdio em 2003 para lançar "Covert Action" o oitavo albúm de estúdio da banda. Os Bombs saíram em turnê, porém, essa turnê acabou resultando na maior ruptura na história da banda, 10 anos de constantes turnês e gravação haviam deixado a necessidade de uma pausa para salvar o futuro da banda.

### 2003-2006
Com o U.S. Bombs em hiato, Duane se concentrou em sua nova banda. DP e os Hunns chamou o baixista / vocalista Corey Parks (ex-Nashville Pussy) e mudou seu nome para Die Hunns. Eles lançaram mais 3 álbuns "Long Legs", em 2004, "Live Fast Die Hunns", gravado entre 2004-2006, e "You Rot Me"" em 2006. Durante este tempo, Duane e Corey Parks eram casados e tiveram um filho chamado Clash Peters. Após o lançamento de "You Rot Me" em 2006, Die Hunns cancelou sua turnê pelos EUA, porque, tanto Duane com Corey, estavam lutando contra a dependência das drogas e álcool, e com um filho novo seria ruim sair em turnê. Desde então Hunns Die não tocaram juntos.
Com Die Hunns em pausa, em 2006 os U.S. Bombs entraram em estúdio novamente para gravar seu álbum de comprimento 7 completo. Com Peters, Martinez, Gove, Reidling Jaime e baixistas de estúdio, a banda lançou "We Are The Problem" pela Sailor's Grave Records. A turnê seguinte pegou One Man Army baixista Heiko Schrepel balançar a corda 4.

### 2006-2010
Em 2005, como se o U.S. bombs e o Die Hunns não fossem suficientes, Duane iniciou outro projeto paralelo chamado "The Duane Peters Gunfight". Eles lançaram um álbum auto-intitulado. Com o U.S. Bombs após a pausa e depois da turnê "We are the Problem" e Die Hunns em hiato, DP teve tempo para se concentrar no The Gunfight, que resultou na turnê onde a banda tocaria músicas de todas as bandas anteriores de Duane. em 2009, The DP Gunfight lançou um segundo álbum "Checkmate", um álbum tributo aos 21 anos do filho de Duane Chelsea , que morreu em um acidente de carro no ano anterior. Eles também lançaram um único tributo chamado "Forever Chess", com músicas de Checkmate, uma versão acústica do single "Not Alright" do U.S. Bombs, e um single chamado "Skyway".
Além de tocar em 3 bandas diferentes, Duane ainda conseguiu arranjar tempo para a sua verdadeira paixão, o skateboarding. Com um lançamento dos sapatos Draven e a turnê US skate com Mike Vallely em 2010, e mais de 20 álbuns lançados por suas várias bandas desde os anos 80, Duane Peters é ainda um dos maiores skatistas punks do mundo, mesmo aos 50 anos de idade.
2009 e 2010 os U.S. Bombs tiveram 2 diferentes turnês européias e alguns shows na Califórnia. Estes shows reuniram a formação clássica dos anos 90 da banda por Duane, Kerry, Wade, Chip, e o posto de guitarra ritmica sempre em mudança foi preenchido por Jonny Two Bags novamente. Embora, como segundo guitarrista do Social Distortion, Jonny Two Bags não foi capaz de participar da turnê europeia em 2010 com o U.S. Bombs. 2010 também trouxe o início do ato mais recente de Duane o The Great Unwashed.

### 2010-presente
No verão de '11 os Bombs pegaram a estrada para a Europa para uma turnê. Johnny Two Bags ainda estava com Social Distortion e Wade Walston fez uma cirurgia no ombro, então eles foram com 4 integrantes e teve um preenchimento no baixista da outra banda de Kerry, a The Bad Luck Charms. Mais tarde, no verão, eles fizeram uma turnê pela costa oeste com Wade de volta no baixo, e não há atualmente planos para o grupo para ir à América do Sul em 2012, como fazer-se datas para shows cancelados em 2011.
Nesse meio tempo, Kerry foi tocando e gravando com seu projeto paralelo The Bad Luck Charms, e Duane está programando lançar o álbum de estréia com o The Great Unwashed na primavera de 2012 em discos de vinil preto pela Limited Records. Em uma entrevista divulgada no início de 2012 Duane Peters não confirmou o fato de que o U.S. Bombs vão gravar um novo álbum no verão.
Duane Peters e os Hunns estão programados para tocar no Punk Rock Picnic em Orange County em 28 de abril de 2012. Esta será a primeira performance dos Hunns desde 2005, e parece que a partir da foto do site Picnic PR eles vão re-unir a formação clássica que tinha antes da mudança de nome para Die Hunns. Além dos Hunns, Picnic Punk Rock também terá Jello Biafra, DI, Angry Samoans, The Crowd, Ill Repute, The Gears, The Generators, e muitos mais clássicos do punk rock.

## Integrantes
- Duane Peters
- Kerry Martinez
- Wade Walston
- Chip Hanna
- Jonny Wickersham
- Curt Gove
- Jamie Reidling
- Alex Gomez
- Steve Reynolds
- Chuck Briggs
- Heiko Schrepel
- Jack Dalrymple
- Nate Shaw
- Andy Dahill
- Zander Schloss
- Charley Marshall
- Ace Von Johnson (2008)
- Nate Sponsler
- Benny Rapp

## Discografia

### Álbums de estúdio
- Put Strength in the Final Blow -vinyl-only (1994, Vinyl Dog records)
- Garibaldi Guard! (1996, Alive Records)
- Never Mind the Opened Minds (1997, Alive Records)
- War Birth (1997, Hell-Cat Records)
- The World (1999, Hell-Cat Records)
- Put Strength in the Final Blow C.D. (1999)
- Back at the Laundromat (2001, Hell-Cat Records)
- Covert Action (2003, Hell-Cat Records)
- Put Strength in the Final Blow: The Disaster Edition (Disaster Records)
- We Are the Problem (Sailor's Grave Records ; (2006, Enemy #1 Records (Brazil))

### EPs
- Scouts of America (EP)|Scouts of America double 7" (1994, Vinyl Dog Records)
- U.S. Bombs (EP) (1996, Alive Records)
- Jaks/The Way It Ends 10" picture disc (Outsider records 1997)
- Outtakes From a Beer City Basement 7" (1997, Beer City Records)
- U.S. Bombs/The Bristles split 7" (1998, Beer City Records)
- Great Lakes of Beer 7"  (Beer City Records)
- Hobroken Dreams 7" (1999, TKO)
- Tora Tora Tora!/Yer Country 7" (TKO records March, 2001)
- Art Kills/Framed 7" (TKO records April 2003)
- We Are the Problem/Heartbreak Motel  7" (Sailor's Grave Records)

### Álbuns ao vivo
- Lost In America: Live 2001 (U.S. Bombs Album)|Lost In America: Live 2001 (Live album) (2002)
- Bomb Everything: Live 2001 (Australia Only)
- Explosion DVD

## Bandas relacionadas
- Political Crap - Duane Peters
- Exploding Fuck Dolls - Duane Peters
- Die' Hunns - Duane Peters
- Duane Peters Gunfight - Duane Peters
- The Great Unwashed - Duane Peters
- Shattered Faith - Kerry Martinez
- Lifestyle - Kerry Martinez
- The Bad Luck Charms - Kerry Martinez
- The Dischords - Chuck Briggs
- Chip Hanna - Chip Hanna
- Chip Hanna & The Berlin Three - Chip Hanna
- Cadillac Tramps - Jonny Wickersham
- Youth Brigade - Jonny Wickersham
- Social Distortion - Jonny Wickersham
- Lower East Side Stitches - Curt Gove & Andy Dahill
- 5 Balls Of Power - Curt Gove
- One Man Army - Jack Dalrymple, Chip Hanna & Heiko Schrepel
- Dead To Me - Jack Dalrymple
- Swingin Utters - Jack Dalrymple
- The Re-Volts - Jack Dalrymple, Heiko Schrepel
- The BillyBones - Alex Gomez
- The Hunns - Alex Gomez
- Dodge Dart - Nate Shaw